# نغوزي إزيونو
نغوزي إزيونو (بالإنجليزية: Ngozi Ezeonu)‏ (مواليد 23 مايو 1965)، هي صحفية سابقة ومُمثلة نيجيرية.

## روابط خارجية
نغوزي إزيونو على موقع IMDb (الإنجليزية)